# Nakhon Pathom
Nakhon Pathom (thai: นครปฐม) är en thailändsk provins (changwat). Den ligger i den centrala delen av Thailand. Provinsen hade år 2002 801 956 invånare på en areal av 2 168 km². Provinshuvudstaden är Nakhon Pathom. 

## Administrativ indelning
Provinsen är indelad 7 distrikt (amphoe). Distrikten är i sin tur indelade i 105 subdistrikt (tambon) och 919 byar (muban). 